# When Johnny Comes Marching Home
«Коли Джонні повернеться додому» (англ. When Johnny Comes Marching Home) — популярна американська пісня часів Громадянської війни.

## Історія
Автором тексту пісні, написаної під час Громадянської війни 1861-65, був американський композитор та диригент ірландського походження Патрік Гілмор. Перша, з опублікованих в Бібліотеці Конгресу, партитур з текстом та музикою за підписом псевдоніма Гілмора «Луї Ламберт» датується 26-м вересня 1863-го року. Ірландські композитори взагалі зробили вагомий вклад в тогочасну американську музику, зокрема неофіційний гімн вояк конфедератів «Діксі» склав також «ірландський американець» Дані Еммет.
Причини, чому Гілмор публікував свій твір під псевдонімом до кінця не обґрунтовані, за однією з версій ряд тодішніх популярних композиторів пояснювали це доданням містичності та романтичного ореолу його витвору. Також є версія, що Гілмор написав цю пісню надихнувшись сподіваннями своєї сестри Анни про повернення з війни її жениха, капітана легкої артилерії Джона О'Рурка.

Пізніше Гілмор визнав, що він лиш склав текст а оригінальна мелодія не його авторства. В інтерв'ю Musical Herald до статті 1883-го зазначив: 

## Текст
Слова до пісні написані Гілмором до пісні, такі:

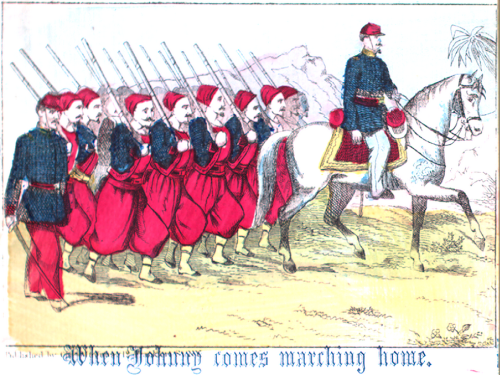
Зображення групи зуавів епохи громадянської війни, що маршують під "When Johnny Comes Marching Home".

When Johnny comes marching home again
Hurrah! Hurrah!
We'll give him a hearty welcome then
Hurrah! Hurrah!
The men will cheer and the boys will shout
The ladies they will all turn out
And we'll all feel gay
When Johnny comes marching home.
The old church bell will peal with joy
Hurrah! Hurrah!
To welcome home our darling boy,
Hurrah! Hurrah!
The village lads and lassies say
With roses they will strew the way,
And we'll all feel gay
When Johnny comes marching home.
Get ready for the Jubilee,
Hurrah! Hurrah!
We'll give the hero three times three,
Hurrah! Hurrah!
The laurel wreath is ready now
To place upon his loyal brow
And we'll all feel gay
When Johnny comes marching home.
Let love and friendship on that day,
Hurrah, hurrah!
Their choicest pleasures then display,
Hurrah, hurrah!
And let each one perform some part,
To fill with joy the warrior's heart,
And we'll all feel gay
When Johnny comes marching home.

## У популярній культурі
- Мелодія пісні використовується як фон в фільмі Доктор Стрейнджлав, або Як я перестав хвилюватись і полюбив бомбу.